# Tàu chiến

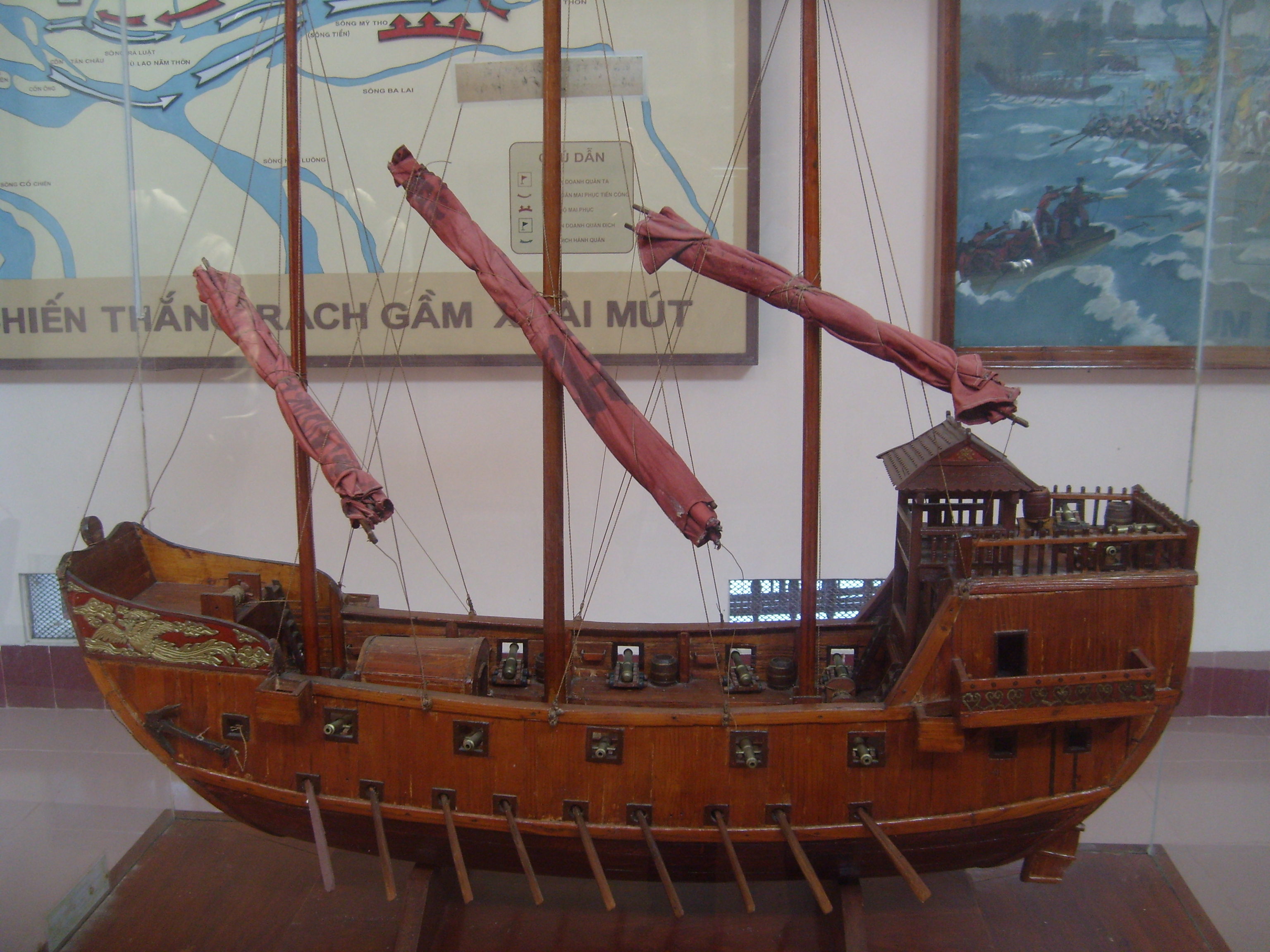
Mô hình tàu chiến Đại Hiệu của thủy quân Tây Sơn trong trận Rạch Gầm-Xoài Mút

Tàu chiến là danh xưng thường dùng trong tiếng Việt theo nghĩa rộng để chỉ các loại tàu dùng trong quân sự nói chung (bao gồm tàu hải quân), hoặc theo nghĩa hẹp để chỉ các tàu hải quân chuyên dùng cho nhiệm vụ chiến đấu (không bao gồm các tàu không vũ trang như tàu vận tải).
Tàu chiến thường được đóng theo cách hoàn toàn khác với tàu chở hàng. Ngoài việc được trang bị vũ khí, tàu chiến được thiết kế để chịu thiệt hại và thường chạy nhanh hơn và di chuyển linh động hơn tàu chở hàng. Không như tàu chở hàng, tàu chiến thường chỉ chở vũ khí, đạn dược và quân nhu cho thủy thủ đoàn của chính nó. Tàu chiến thường thuộc về một lực lượng hải quân, tuy có lúc chúng đã từng được các cá nhân hoặc công ty điều khiển.
Trong chiến tranh, ranh giới để phân biệt tàu chiến và tàu hàng không rõ ràng. Trong chiến tranh, các tàu chở hàng thường được vũ trang và được sử dụng như các tàu chiến pha, ví dụ các tàu nhóm Q trong Thế chiến thứ nhất và tàu viễn dương vũ trang trong Thế chiến thứ hai. Trong thế kỷ 17, có nhóm tàu chở hàng thường phục vụ không thường xuyên, không hiếm khi lên đến một nửa hạm đội. Trước thế kỷ 19 khi thiếu các tàu buồm thường có số lượng lớn các tàu thường vũ trang như các tàu galleon (ga-lê-ôn). Tàu chiến cũng có thể làm nhiệm vụ chở quân hay chở hàng tiếp viện như Hải quân Pháp trong thế kỷ 18 hay Hải quân Nhật trong Thế chiến thứ hai.
Một số thuật ngữ Hán Việt tương đương khái niệm tàu chiến được dùng trước đây như chiến hạm (戰艦, chỉ các tàu chiến có boong rộng), chiến đĩnh (戰艇, chỉ các tàu chiến có boong hẹp), chiến thuyền (戰船, chỉ các tàu chiến chạy bằng sức người hoặc sức gió)...

## Phát triển tàu chiến

### Thời đại tàu mái chèo

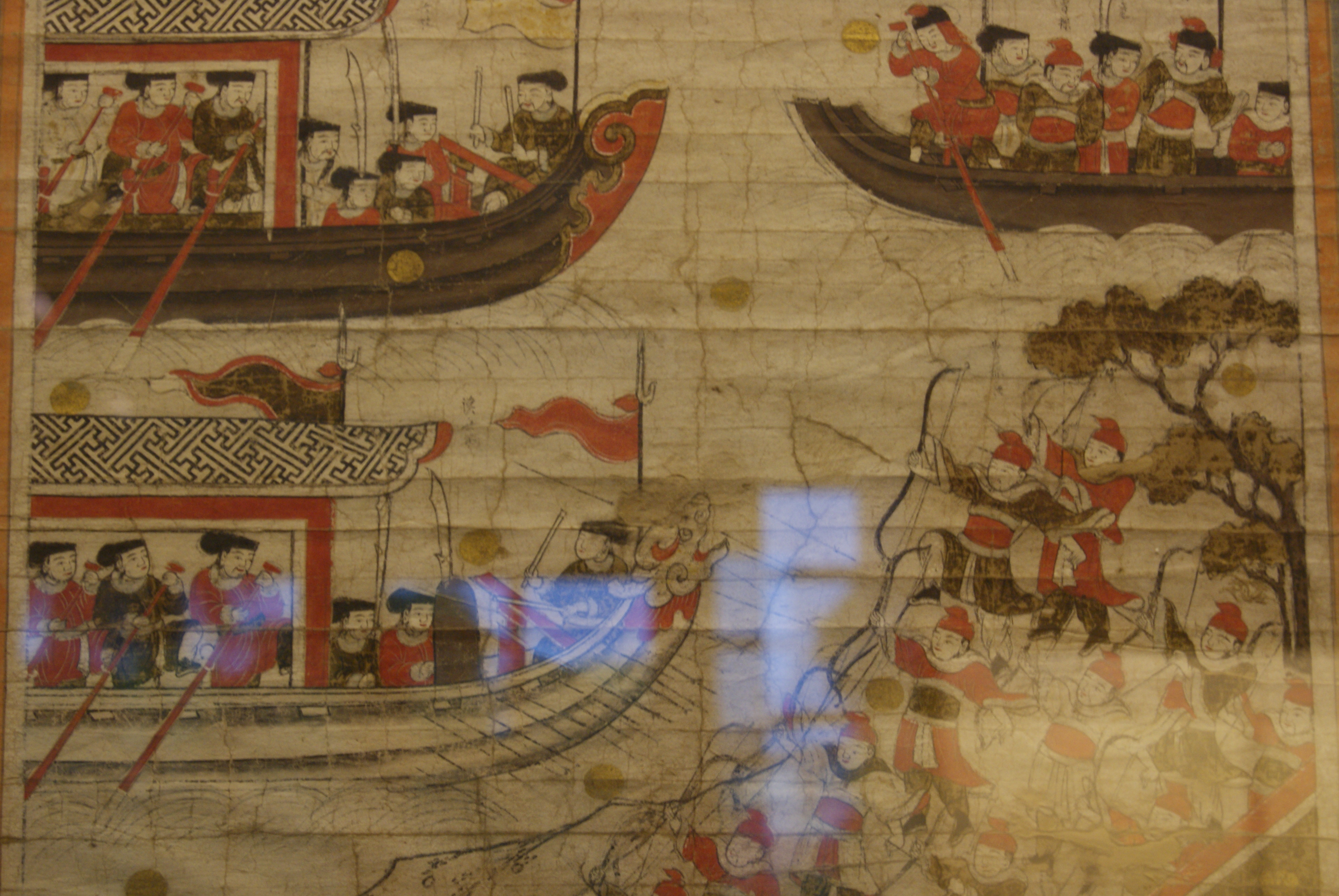
Thuyền chiến Trung Quốc trong tranh Tam quốc chí đồ 三國志圖 - tranh thời Lê-Trịnh thế kỷ 18, Bảo tàng lịch sử Việt Nam

Các thời đại cổ, như Cổ Ba Tư, Cổ Hy Lạp, Cổ La Mã tàu chiến thường là các loại tàu chèo tay như tàu birème, trirème và quinquérème. Đây là các tàu dài, nhọn, được đẩy bởi các hàng mái chèo và người chèo. Các tàu chèo tay cổ này được thiết kế để đánh chìm tàu địch bằng cách đâm thẳng vào hoặc tiếp cận tàu địch rồi thủy thủ nhảy sang giáp lá cà. Việc phát triển các máy bắn đá vào thế kỷ 4 TCN và tinh hoa kỹ thuật sau đó của nó cho phép chế tạo hạm đội đầu tiên dùng máy bắn đá, hải pháo, vào đầu thời Cổ Hy Lạp. Với sự hợp nhất chính trị khu vực Địa Trung Hải vào khoảng 2-thế kỷ 1 TCN thì hải pháo đó dần bị loại bỏ, trận Actium là trận đánh lớn cuối cùng hải pháo máy bắn đá được dùng đến.
Từ thời Cổ Muộn và Trung Cổ, cho đến thế kỷ 16, vũ khí hải quân là của những người đi trên tàu chiến mang theo và sử dụng như mũi nhọn tàu, cung thủ trong thủy thủ đoàn, rất nhiều thứ bắn đi khác nhau như cung, tên, nỏ, nỏ chữ thập hạng nặng đặt cố định trên tường thành tàu. Cuộc chiến của hải quân có những hành động hàng đầu là đâm thủng và áp sát nên không cần vũ khí chuyên dụng đặc biệt.

### Thời đại tàu buồm

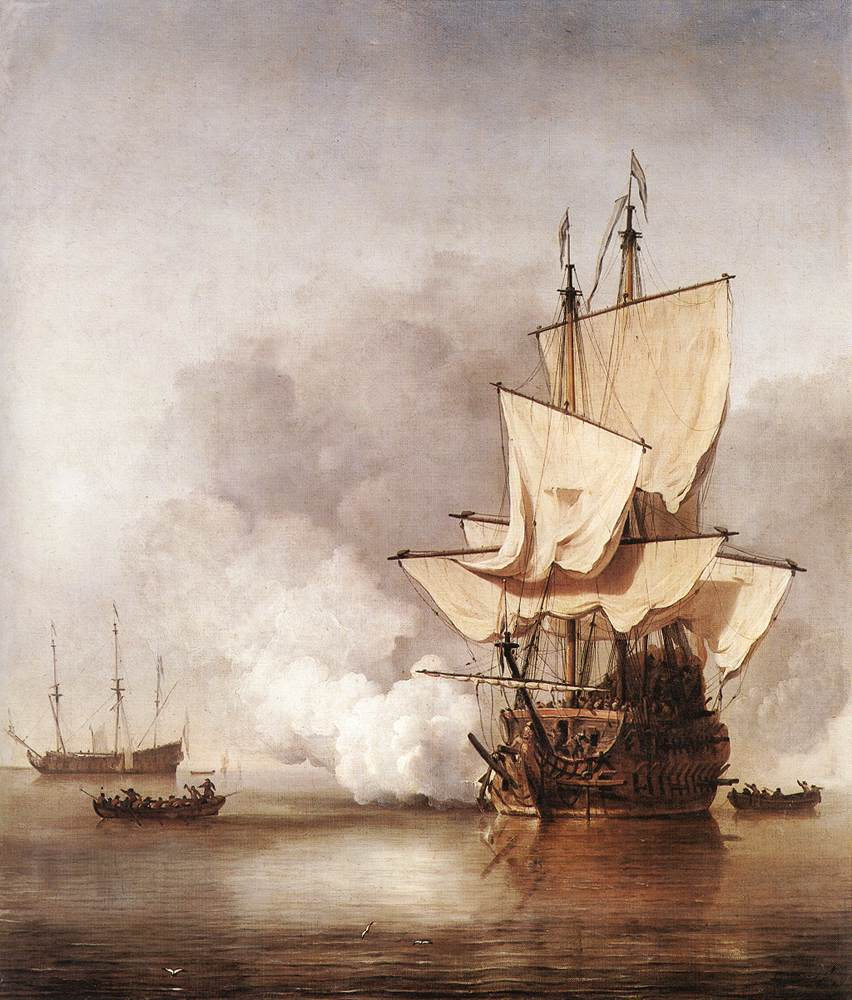
Tranh Bắn pháo của Willem van der Velde, vẽ tàu chiến tuyến Hà Lan thế kỷ 17

Pháo hải quân được tái phát triển vào thế kỷ 14, tuy nhiên, việc sử dụng súng chậm trễ. Pháo chỉ được dùng như vũ khí trên biển khi tốc độ nạp đạn cải thiện đủ để tái sử dụng trong một trận đánh. Việc dùng nhiều pháo dẫn đến mất chỗ cho những người chèo thuyền. Thuyền buồm man-of-war (người của chiến tranh) là loại thuyền chạy chủ yếu bằng buồm nổi trội trong thế kỷ 16.
Giữa thế kỷ 17, tàu chiến phát triển theo hướng tăng cường số lượng pháo mạn, chiến thuật hải quân tàu buồm hướng đến việc đưa hỏa lực mỗi tàu đến chiến tuyến của trận đánh, kiểu tàu man-of-war phát triển thành tàu chiến tuyến. Trong thế kỷ 18, các tàu phrai-ghết và xà-lúp vũ trang quá nhỏ để đứng ở chiến tuyến; được dùng để hộ tống tàu buôn, trinh sát tìm tàu địch và phong tỏa bờ biển.

### Thép, hơi nước và đạn nổ

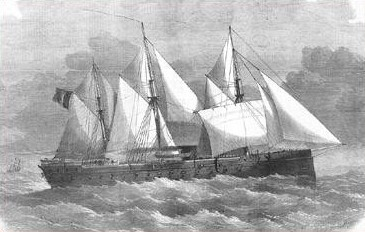
Tàu bọc thép Pháp La Gloire

Vào thế kỷ 19, cuộc cách mạng kỹ thuật đem đến những thay đổi to lớn về đẩy, cấu trúc và vũ khí tàu chiến. Động cơ hơi nước dùng vào cuối nửa đầu thế kỷ 19, ban đầu cho các tàu bán vũ trang. Chiến tranh Krym đem đến kích thích mạnh cho phát triển súng. Việc đưa vào sử dụng đạn trái phá sớm dẫn đến đưa vào sử dụng sắt, rồi thép làm giáp cho mạn, boong của tàu chiến lớn. Các tàu chiến bọc thép đầu tiên, La Gloire của Pháp và HMS Warrior của Anh đã làm các tàu gỗ lạc hậu. Kim loại sớm thay thế gỗ làm vật liệu chính đóng tàu.
Từ thập niên 1850, tàu chiến tuyến được thay bởi thiết giáp hạm chạy hơi nước, tàu phrai-ghết được thay bởi các tàu tuần dương chạy hơi nước. Vũ khí có các ổ súng quay và tháp pháo làm súng không lệ thuộc vào hướng của tàu, thay một số lớn súng nhỏ bằng số nhỏ súng lớn mang theo. Nhờ tiến bộ của súng, kiểu pháo đập đất howitzer (obusier) cổ điển được thay thế bằng lựu pháo bắn đạn trái phá tầm xa. Henri-Joseph Paixhans áp dụng tiếm bộ đó lên tàu và cho ra đời hải pháo. Chiến tranh Crưn hải pháo này được áp dụng, khẳng định vị trí của các Tàu tuần dương kiểu mới đa năng. Nội chiến Mỹ khẳng định vị trí của thiết giáp hạm trong đối kháng bằng súng.
Kết thúc thế kỷ 19 là sự phát triển ngư lôi và tàu phóng lôi. Tàu phóng lôi nhỏ chạy nhanh là một đối trọng với hạm đội thiết giáp hạm đắt đỏ. Ngư lôi và tàu phóng lôi được người Nga phát triển và sử dụng thành công trong chiến tranh Crưn.

### Thời kỳ Dreadnought

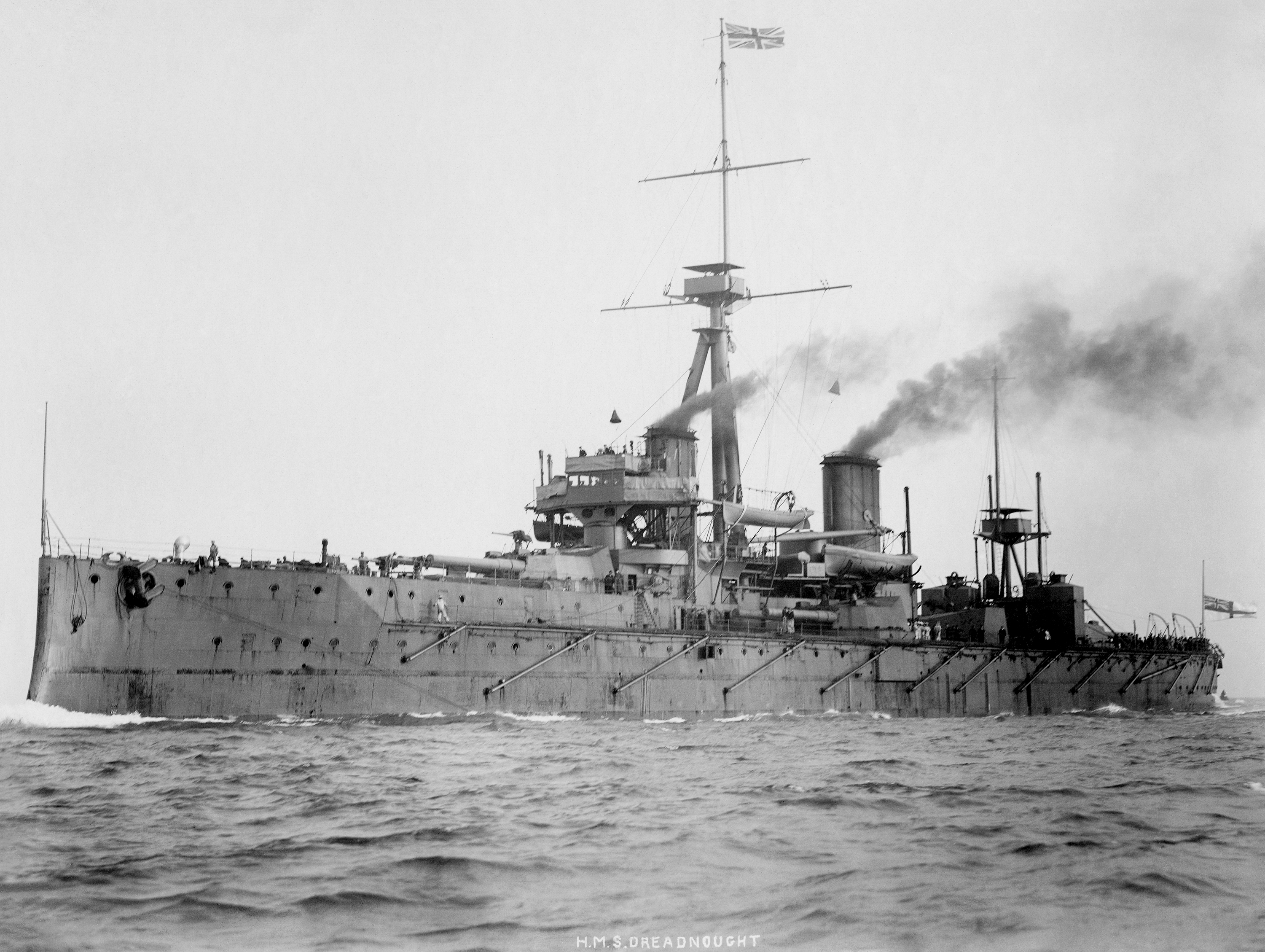
HMS Dreadnought, 1906

Một cuộc cách mạng tàu chiến mới, thời kỳ Dreadnought bắt đầu rất nhanh theo thế kỷ 20, khi mà Anh hạ thủy con tàu HMS Dreadnought năm 1906. Tàu có hỏa lực toàn súng to. Tàu được đẩy bằng turbine hơi nước, tàu nặng hơn, nhanh hơn, to hơn tất cả các tàu đã có, những tàu mà nó đã làm cho lạc hậu. Các tàu tương tự lập tức được đóng theo ở nước khác.
Anh cũng phát triển các tàu tuần dương chiến đấu. Tàu này mang súng như thiết giáp hạm, cỡ thân như vậy. Tàu tuần dương chiến đấu hy sinh giáp để đổi lấy tốc độ. Tàu tuần dương chiến đấu nhanh chóng cho các tàu tuần dương khác thành lạc hậu. Những tàu tuần dương chiến đấu dễ tổn thương hơn thiết giáp hạm cùng thời.
Tàu khu trục phát triển cùng thời với các tàu Dreadnought. Tàu khu trục to hơn và mang súng to hơn tàu phóng lôi, tàu khu trục bảo vệ tàu chính của hạm đội trước các mối đe dọa từ tàu phóng lôi.

### Chiến tranh thế giới thứ hai
Buổi đầu Thế chiến thư hai, Đức và Anh lại một lần nữa trội lên như hai lực lượng mạnh nhất Đại Tây Dương. Đức bị hạn chế bởi Hòa ước Versailles, chỉ cho phép họ có một ít tàu nổi nhỏ. Nhưng bằng một cách đặt tên thông minh "thiết giáp hạm bỏ túi" đã đánh lừa Anh và Pháp. Họ có những tàu lớn gây ngạc nhiên như Admiral Graf Spee, Scharnhorst, Gneisenau đều đều tập kích đường vận chuyển Đồng Minh.
Hai chiến hạm đỉnh cao của Đức là Bismarck và Tirpitz, được coi như hai vũ khí đáng sợ nhất của Hải quân Đức. Bismarck chìm nhanh chóng sau một loạt các trận đánh bắc Đại Tây Dương. Tirpitz bị vây hãm trước khi bị Không quân Hoàng gia Anh đánh quỵ. Hải quân Hoàng gia Anh một lần nữa trở thành mạnh nhất châu Âu sau 1943.
Ở Thái Bình Dương, Hải quân Nhật phát triển chiến thuật sử dụng tàu sân bay và hình thành hạm đội tàu sân bay tập trung Kido Butai. Việc tập trung tàu sân bay cho phép khả năng tấn công từ xa với hỏa lực mạnh tập trung như trong cuộc tấn công Trân châu cảng và Chiến dịch Ten-Go đánh dấu kết thúc thời kỳ của chiếc thiết giáp hạm và mở ra thời kỳ của tàu sân bay.

### Phát triển tàu ngầm
Tàu ngầm thực tế được phát triển cuối thế kỷ 19. Nhưng chỉ đến khi hoàn thiện ngư lôi thì tàu ngầm mới trở thành mỗi nguy thật sự (và có tác dụng thực tế). Cuối Chiến tranh thế giới thứ nhất tàu ngầm thể hiện năng lực tiềm tàng. Trong Chiến tranh thế giới thứ hai các tàu ngầm của Hải quân Đức làm Anh khổ sở vì thiếu thốn, tấn công đánh chìm một số lượng lớn tàu ven biển Mỹ.
Việc xuất hiện các tàu ngầm thúc đẩy phát triển các tàu hộ tống chống ngầm cuối Chiến tranh thế giới thứ nhất, như là các tàu khu trục hộ tống. Rắc rối, nhiều từ ngữ còn thừa kế từ các tàu nhỏ thời tàu buồm như là tàu hộ tống, tàu phrai-ghết và xà-lúp.

### Tàu sân bay phát triển
Lực lượng chủ yếu của hải quân chuyển sang tàu sân bay. Trận đánh đầu tiên là trận Taranto, sau đó là trận Trân Châu Cảng, tàu sân bay đã chứng tỏ khả năng tấn công liên tục vào tàu địch ngoài khoảng quan sát và tầm của các tàu mặt nước khác. Hết Chiến tranh thế giới thứ hai, tàu sân bay trở thành lực lượng trội của hải quân.

### Tàu chiến hiện đại

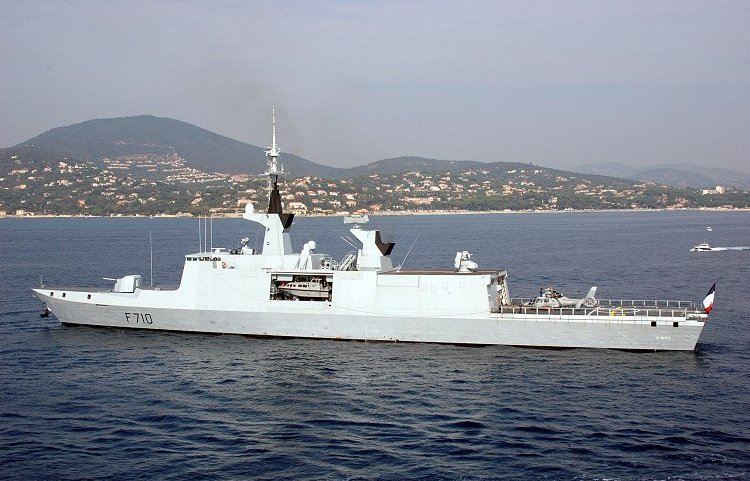
Tàu frigate của Hải quân Pháp, La Fayette

Tàu chiến hiện đại được chia thành 7 nhóm: tàu sân bay, tàu tuần dương, tàu khu trục, tàu frigate, tàu hộ vệ, tàu ngầm, tàu đổ bộ.
Thiết giáp hạm lập thành nhóm thứ 8, nhưng ngày nay thiết giáp hạm không còn phục vụ trong hải quân thế giới. Chỉ còn Mỹ giữ một ít thiết giáp hạm lớp Iowa vẫn còn như một lực lượng tác chiến, nhìn chung, thiết giáp hạm không thể quay lại như là lực lượng tàu mạnh nhất. Các tàu khu trục hứa hẹn sẽ nổi trội như các tàu mạnh nhất ở hầu hết lực lượng hải quân trên biển.
Tuy nhiên, khó phân biệt rõ ràng các đặc điểm và biểu hiện của tàu tuần dương, tàu khu trục và tàu frigate , ranh giới giữa chúng mờ nhạt và chỉ có ý nghĩa ngôn ngữ. Hầu hết các tàu đều trang bị với 3 nhiệm vụ: chống tàu nổi, tàu ngầm và phòng không. Mã hiệu của lớp tàu không chính xác lâu và đổi chỗ trên cây phân loại. Tất cả các cỡ tàu đều phát triển sau khi định nghĩa đầu thế kỷ 20.
Hầu hết các lực lượng hải quân đều có tàu hỗ trợ và phụ trợ được vũ trang nhẹ, như tàu rà mìn, tàu tuần tra, tàu tuần tra xa bờ.

## Ví dụ một số loại tàu chiến

### Tàu chiến cổ đại
- Quinquérème, loại tàu chiến thượng cổ châu Âu, hồi La Mã mỗi mạn có 3 hàng mái chèo. Hàng trên cùng 3 người 1 chèo, hàng giữa 2, hàng dưới 1. Nô lệ chèo bị xích.
- Trirème, hậu duệ của Quinquérème, tốc độ cao, có mũi cứng đâm vào tàu địch, thủy binh nhảy sang giáp lá cà.
- Tàu Viking dài (Longship, Bateau viking), tàu đột kích của quân Viking.

### Tàu chủ lực
Loại tàu chiến lớn (Capital ship, Navire capital) đóng vai trò là tàu chiến mạnh nhất của một hải quân.
- Kỳ hạm (soái hạm) ( Flagship, Navire amiral): Đóng vai trò chỉ huy của hạm đội. Thường là tàu chiến lớn nhất của hạm đội hoặc tàu chiến mang cơ sở vật chất phù hợp (phòng họp, radio, ra đa,...) để chỉ huy. Đối với các hải quân nhỏ thì có thể là các loại tàu nhỏ như là tàu khu trục hay tuần dương.
- Galleon (Galion): Loại tàu chiến chủ lực từ thế kỷ 16, chúng là tàu buôn kiêm tàu chiến với khả năng vượt đại dương tốt hơn các loại tàu chiến nhỏ hơn.
- Tàu con rùa: Thiết kể bởi đô đốc Triều Tiên Yi Sun-sin vào thế kỉ 15, tàu nhỏ nhưng được trang bị pháo cho chúng khả năng tấn công cơ động từ xa.
- Tàu chiến tuyến: Loại tàu chiến chủ lực của thế kỷ 17-19, được đóng sử dụng gỗ dày và mang theo nhiều súng cỡ nòng lớn gắn ở hai bên mạn tàu. Tên của nó (Ship-of-the-line) đến từ chiến thuật dàn hàng ngang nhằm tối ưu hóa hỏa lực của loại thuyền này.
- Tàu bọc thép, (Ironclad, Cuirassé à coque en fer): Loại thuyền gỗ bọc thép bảo vệ. Giáp của chúng buộc đối phương phải sử dụng các loại súng chống giáp mạnh thay vì nhiều loại pháo khác nhau. Đây cũng là loại thuyền chiến đầu tiên mang động cơ hơi nước giảm thiểu sự phụ thuộc vào gió
- Thiết giáp hạm: Hậu duệ của tàu chiến tuyến bọc thép, mang giáp dày và súng lớn. Chúng thiết kế để áp đảo các đối thủ nhỏ hơn từ xa và chịu đòn từ các tàu cùng loại. Bị thay thế bởi tàu sân bay và các loại tàu mang tên lửa.
  - Thiết giáp hạm Dreadnought: Là một loại thiết giáp hạm được đưa vào sử dụng ngay trước thế chiến thứ nhất, nổi bật với việc trang bị một cỡ pháo chính chủ lực thay vì hai ba cỡ như các thiết giáp hạm tiền-dreadnought trước đó.
- Tàu thiết giáp-tuần dương/tàu chiến-tuần dương: Là loại tàu lớn thiết kế theo chân lý "Chạy nhanh hơn các tàu mang súng lớn hơn, mang súng lớn hơn các tàu chạy nhanh hơn". Có kích thước tương đương hoặc lớn hơn thiết giáp hạm cùng thời nhưng hi sinh giáp và súng để đổi lấy tốc độ.
  - Thiết giáp hạm bỏ túi: Là tên người Anh đặt cho các tàu "Panzerschiffe" của Hải quân Đức Quốc Xã, chúng là một loại tàu tuần dương cỡ lớn thiết kế để săn tàu buôn của Anh và các tàu tuần dương hiệp ước.
- Tàu sân bay: tàu chiến mang máy bay từ chiến tranh thế giới thứ nhất. Chúng có khả năng tấn công mục tiêu từ ngoài tầm phản công của pháo và cả một số loại tên lửa.

### Tàu tuần dương
Là loại tàu đặc trưng với khả năng hoạt động độc lập trong thời gian dài và xa cảng. Chúng được dùng để trinh sát cho hạm đội chính hoặc để tấn công tàu buôn của kẻ thù
- Tàu frigate (thuyền buồm): Loại tàu tuần dương của Kỷ nguyên tàu buồm, mang ít súng hơn tàu chiến tuyến nhưng có khả năng hoạt động độc lập cao. Chuyên dùng đê săn tàu buôn và các frigate của kẻ thù. Định nghĩa thời nay dùng để chỉ các loại tàu nhỏ (xem Tàu hộ tống)
- Tàu tuần dương (Hiện đại): Là loại tàu tầm trung. Ngoài các nhiệm vụ tấn công/phòng thủ thương mại, kích thước của chúng cho phép chúng đảm nhiệm nhiều loại vai trò khác nhau như lãnh đạo tàu khu trục, phòng không hay chỉ huy hạm đội.
  - Tàu tuần dương hạng nặng: Sinh ra từ giới hạn hiệp ước Washington, chúng là loại tàu có tầm hoạt động xa, mang súng 8 in (20 cm). Được thiết kế để đối đầu với các tàu cùng loại.

### Tàu hạng nhẹ, ven bờ, tàu sông
- Tàu hộ tống (Frigate,Corvette, Corvette)
- Tàu ga-lê (Bireme, Birème, Galley, Galère), loại tàu cổ từ thế kỷ 18 về trước, có hai hàng mái chèo và mũi cứng, tàu có tốc độ cao, đi được trong vùng nước nông, ngược gió... rất cơ động. Tàu chứng tỏ sức mạnh trong Đại chiến Bắc Âu.
- Xà-lúp (Sloop, Sloop), trước đây là tàu tuần tra nhỏ một buồm châu Âu, nay chỉ các tàu nhỏ.
- Hải phòng hạm loại tàu chiến nhỏ, cơ động, giữa pháo hạm và tàu khu trục. Từ này dùng cho nhiều loại tàu thay đổi theo thời gian. Ngày nay chức năng của nó như tàu tuần dương, nhưng chạy nhanh hơn và mang vũ khí nhỏ hơn, có thể coi là tàu tuần dương chạy nhanh.
- Pháo hạm hay tàu pháo (Gunboat, Canonnière), loại tàu chiến nhỏ mang pháo lớn với mục đích hỗ trợ lục quân trên cạn. Được sử dụng gần bờ hoặc trên sông.
  - Loại tàu Monitor: Dùng để gọi các loại tàu giống tàu bọc thép USS Monitor của Hải quân Liên Bang Hoa Kỳ trong cuộc nội chiến Hoa Kỳ. Là loại tàu bọc thép đáy nông, mang súng bự trên tháp xoay và chỉ có thể hoạt động trong khu vực nước nông như sông và ven bờ.
- Tàu khu trục, ban đầu là tàu diệt tàu phóng lôi (Torpedo boat destroyer), sau đọc ngắn gọn là destroyer. Là loại tàu nhỏ mang pháo cỡ nhỏ để chống các tàu cùng cỡ và nhỏ hơn ngoài ra còn mang ngư lôi để chống tàu lớn. Cuối thế kỷ XX trở đi, sự phát triển của công nghệ ra đa và tên lửa dẫn đường đã nâng hỏa lực của các tàu khu trục ngang với các tàu pháo lớn của thế kỉ trước đưa chúng lên thành tàu chiến hạng nặng thời kỳ mới.
- Tàu phóng lôi (Torpedo boat, Torpilleur), tàu phóng ngư lôi, nhỏ, tốc độ cao. Có kích thước từ lớn gần bằng tàu khu trục xuống cỡ xuồng ca nô.

### Tàu phụ trợ
- Tàu đổ bộ (Amphibious assault ship), tàu có thể đi được ở vùng nước nông hay cạn, dùng chở quân đổ bộ. Loại tàu được ưa chuộng nhất là tàu dùng đệm không khí.
- Tàu quét mìn
- Tàu rải mìn
- Xà-lan
- Thuyền phóng hỏa (Fire ship, Brûlot), thuyền chứa các chất dễ cháy, đốt rồi lao về phía tàu địch.
- Tàu ngầm